# Greater Napanee
Greater Napanee er en by i provinsen Ontario i Canada. Byen har et indbyggertal på 16.879 (2021) indbyggere.

## Berømtheder
- Avril Lavigne, den canadiske sangerinde, er født i Napanee